# Légirégészet
A légirégészet a régészeti kutatások egy fajtája, ahol a régészeti lelőhelyeket a levegőből fényképezik. Kezdeti célja az volt, hogy a lelőhelyek összefüggéseit tárja fel és mutassa be a régészeknek: segítségével a teljes lelőhely megfigyelhető, illetve új lelőhelyeket lehet a levegőből felfedezni.

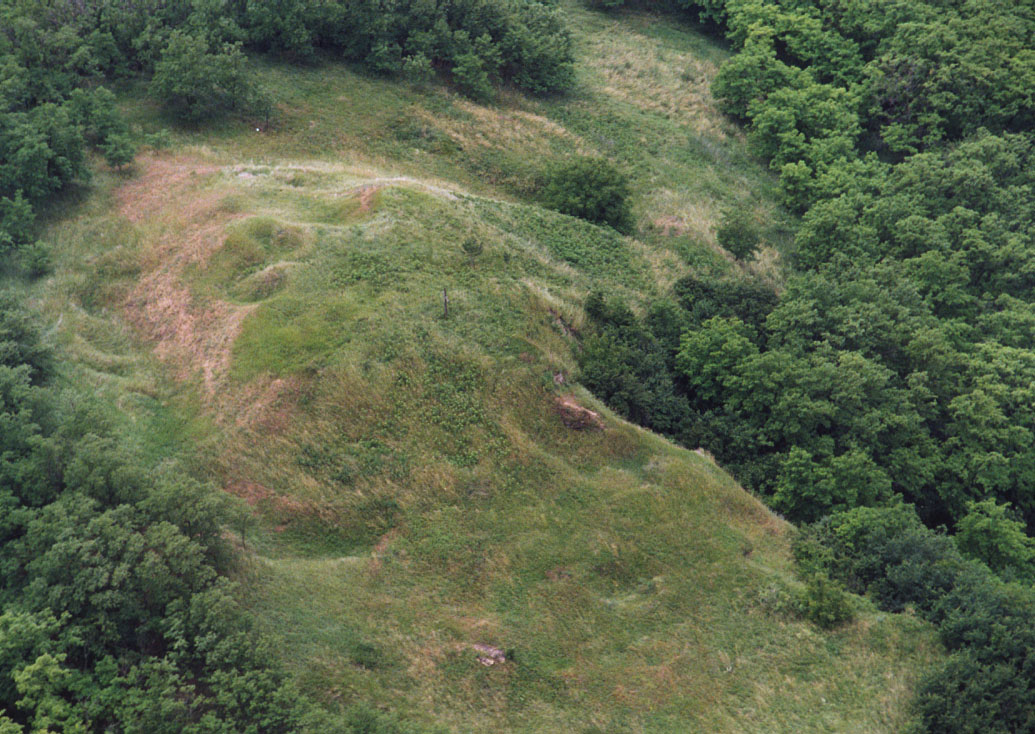
A Kémédi vár nyomai. A vár első okleveles említése 1357-ből való.

Általános elgondolás, hogy a régészet ásatással függ össze: ez az utolsó lehetőség, hogy megvédjük kulturális örökségünket tudományos „rombolással”, mielőtt a buldózerek tennék azt tönkre. Ásatások kifejezetten tudományos célból manapság nagyon ritkák: a régészek sokkal inkább azon munkálkodnak, hogy teljes értékben hagyják a helyszínt – ami tulajdonképp olcsóbb is.
Napjainkban tehát a légirégészet feladata inkább a lelőhelyek feltérképezése, összefüggéseinek értelmezése azért, hogy lehetőség szerint feltárás nélkül juthassunk az információhoz, ezáltal megmentve a régészeti emlékeket a pusztulástól.
A légirégészet sikeres és olcsó módszer, mivel nagy területek feltérképezhetőek viszonylag kevés repülő-órával.

## Hogy mutatkoznak meg a régészeti lelőhelyek

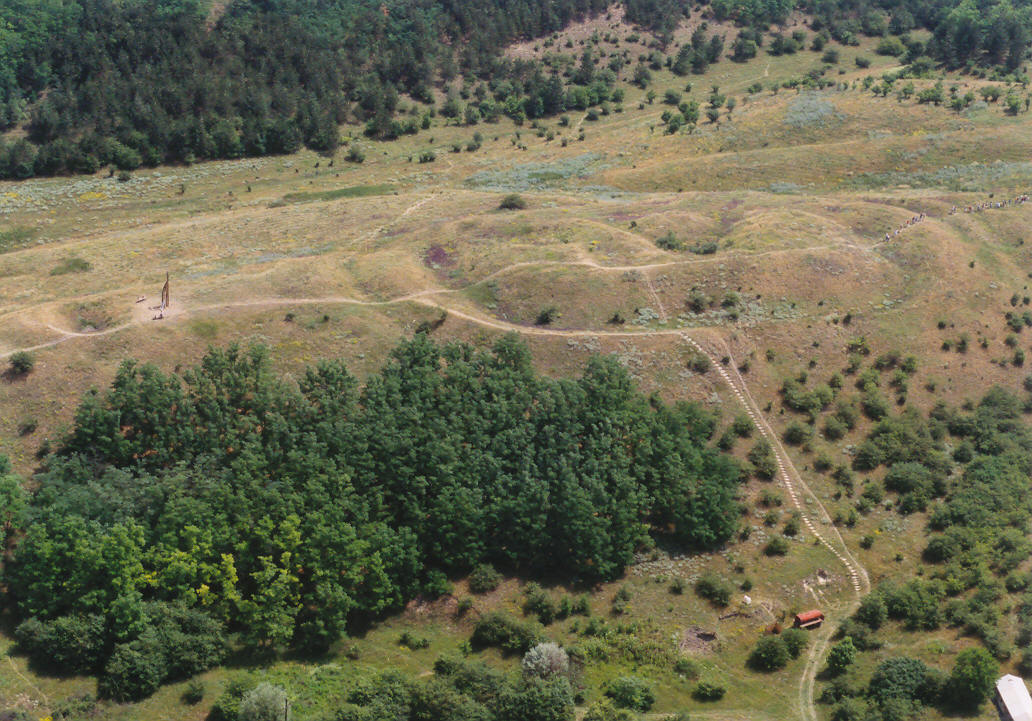
A Hévízi kolostor maradványai, az első ásatást B.Nyári Jenő 1879-ben végezte. (Galgahévíz)

Légi régészeti nyelven 2 típusú táj van:
- Lelőhelyek, amik még valamennyire kiállnak a földből, mint a kastélyok, erődök, várak (dombok és árkok maradékai) vagy tumulus (halomsír). Ezek fény-árnyék kontúrral érzékelhetők. Ezért is hívják „árnyék jegyű” helyeknek.
- Lelőhelyek, amelyek a földdel egybefolynak, többnyire a mezőgazdasági művelés miatt, de még mindig hagynak lenyomatot maguk után, amelyek csak bizonyos feltételek mellett láthatóak. Lenyomattól függően úgy láthatóak, mint „földdel (tájjal) vagy gabonával (ültetvénnyel) jelölt” helyek.

### Árnyék jegyű helyek
Ezek a lelőhelyek többé-kevésbé attól függően láthatóak, hogy mennyire emelkednek ki környezetükből, milyen napszakban, milyen magasságból és milyen látószögből fényképezzük őket.
Majdnem minden lapos helynek szüksége van surlófényre, ilyenkor lesznek leghosszabbak az árnyékok. A felvételek készítésére a legmegfelelőbb idő napkelte után vagy napnyugta előtt van. A legjobb eredményt úgy lehet elérni, ha nappal szemben fényképezzük ezeket a helyeket. Ebből a szögből az árnyék nem bújik el a tárgy elől. Speciális problémát jelent, ha az árnyék jegyű helyek fák alatt vannak. Lombhullató erdőkben lévő lelőhelyeket télen érdemes felkeresni. Örökzöldeknél talán a legjobb, ha Föld-közeli felmerő technikát alkalmazunk. Árnyék jegyű helyek az év bármelyik részében fényképezhetők.
Hólepte tájon szépen láthatóvá válnak az árnyék jegyek, mivel ilyenkor egyenletes lesz a felszín.

### Talaj (föld) jegyű helyek
Amennyiben egyszer megbolygatjuk a földfelszínt – például ásunk egy gödröt –, már megváltoztatjuk a talaj szerkezetét. Gödrünk akár természetes, akár mesterséges módon töltődik fel, talajszerkezete az eredeti talajétól eltérő lesz. Megváltozik a vízháztartása, tápanyagtartalma. A jobb vízháztartású terület (feltöltött árok vagy gödör) a környezetétől elütő, sötétebb színben látszik. Az ellenkező történik, ha falak vannak eltemetve. Itt a kövek és a törmelékek nem szívják fel vizet, így fölöttük a talaj könnyen szárazzá válik. Továbbá, a kövek és törmelék a szántás során a felszínre kerülhetnek, ezek a helyek világosabb színnel látszódnak.
Talajjegyű helyek többnyire tavasszal és ősszel fedezhetők fel, szántás után. A különböző visszatöltött anyagnak a tél elején és a végén egy különös hatása van, amit úgy hívnak „dérjegy” vagy „fagyjegy”. Feltöltött árkok és falak meleget és hideget is őriznek. Ezért láthatóvá válnak olvadásnál vagy fagyásnál dér vagy enyhe hótakaróval. Reggel lehet őket rögzíteni, de csak pár óráig láthatóak.

### Gabonával jelölt helyek
A gabonajegyek az eltemetett régészeti helyek nem-direkt következménye. Láthatóságuk a talaj, klíma és növényzettípuson múlik. Nyáron a víz elpárolog a talajból, ami a növényzetnek szükséges lenne. Ez az úgynevezett talajnedvesség hiány (TNH). Növények különbözően reagálnak a TNH-ra. Némelyik hervadni kezd, más alacsonyabbra nő. De többnyire mélyebbre próbálnak gyökerezni, hogy mélyebb nedvesebb rétegekből vízhez jussanak. Mivel az újratöltött régészeti helyek (árok, gödör) jobban tárolják a vizet, a növényzet felettük jobban vízhez jut. Így azok magasabbra nőnek és később érnek, mint a környező növények („pozitív jegyek”).
A pozitív jegyek a levegőből (és a földfelszínen is) jól láthatóak: a felettük lévő növényzet hosszabb ideig zöld marad és valamivel sötétebb, továbbá ezek a növények magasabbra nőnek. Általában a magasságkülönbségek nem nagyok, de elegendőek ahhoz, hogy árnyékkal surlófénynél megkülönböztethetővé váljanak. Ahogy elképzelhető, az ellenkező történik a növényzettel az elásott falaknál: a növényzet hamarabb kifogy a vízből; hamarabb érnek, kevesebb ideig maradnak zöldek, alacsonyabbak („negatív jegyek”). Majd mindenféle gabonának megvan a maga jegye, ha a kondíció optimális. Búza és árpafélék különlegesen hatásosak. Ezek gyorsan reagálnak a TNH-ra és ami fontos, hogy ezek nagyon sűrűn nőnek egymáshoz, ami részletes jeggyel szolgáltat.
A gabonajegyű helyeket legfőként májustól júliusig lehet felfedezni. Ha az idő száraz, téli gabona már kora tavasszal mutat jellegzetességeket.

## Története
Légirégészet egy régi prospekciós technika. Az első próbálkozás a távoli látszat régészetbeli használatának már a múlt században történt. Egy kevés légi fénykép megmaradt ezekből az időkből. Többek között fennmaradt 1906-ból Stonehenge és a Forum Romanum (1908) fényképe, melyek hőlégballonról készültek.
Több szisztematikus kép készült az első világháborúban, amikor a német repülő hadosztály – Theodor Wiegard által irányított – lerombolt városokat fényképezték Sínaiban. Ezek voltak az első évek, amikor repülőgépeket használtak a légi régészetben.

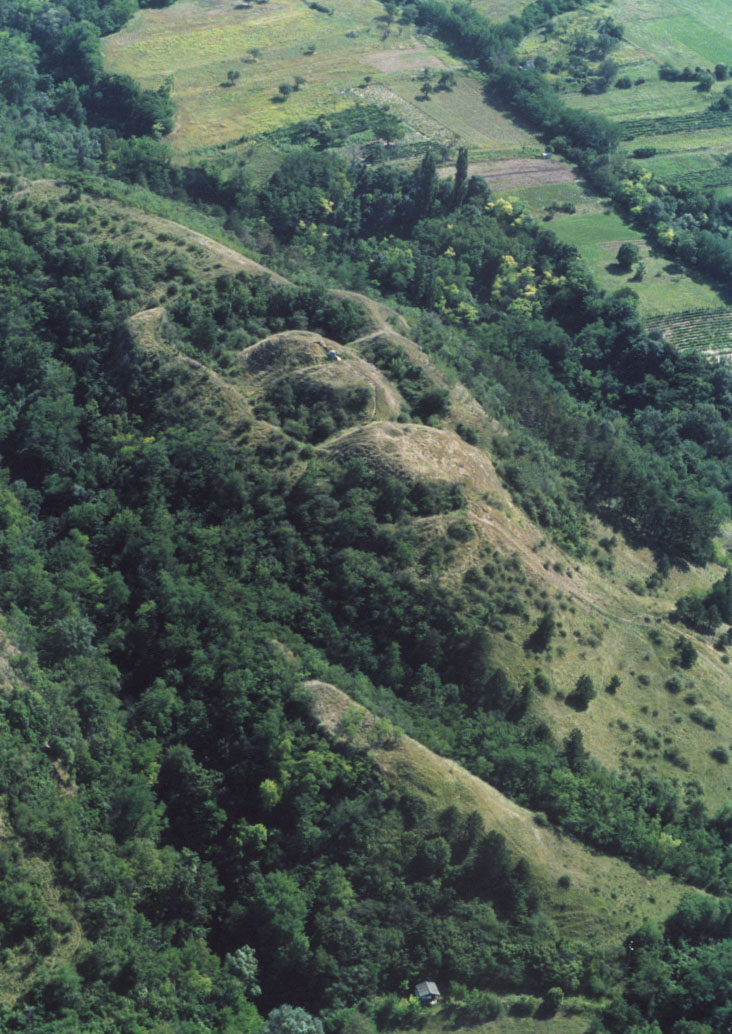
Neszmély: a Várhegyen középkori eredetű, négyszögletes torony maradványa található, amely talán a Zsigmond király korából maradt öregtorony. Okleveleinkben nem szerepel, keletkezésének és pusztulásának körülményeit nem ismerjük.
Albert király 1439-ben Bécs felé utaztában itt halt meg, ezért a német források Langsdorfnak nevezik.

Az 1920-as években a légi régészet teoretikus alapokat kapott. Két személy említésre méltó: O. G. S. Crawford Angliából és P. A. Poidebard Szíriából. Állítólag Crawford a légi régészet tudományos feltalálója: 1923 márciusában egy előadást tartott a Royalis Geografikus (földrajzi) Szövetségnek, ahol légi fényképeket mutatott a „kelták földjéről”, régi földi jegyű tájak körvonalait mutatta a Windmill Hill-nél, amit 1922-ben fényképezett. 1924-ben tette az első repülős régészeti szezonját Wessex felett, amiről több fekete-fehér magas minőségű képet készített.
A második világháború után több más nyugat európai ország is elkezdte a szisztematikus légi régészeti munkákat. Dr. J. K. St. Joseph kezdett el Anglia fölött repülni, ő volt a Cambridge Egyetem Légi Régészeti Kollekciójának a vezetője 1980-ig.
Ausztriában 1928-ig a repülés tiltott volt az első világháború utáni békeegyezkedések miatt. 1930-ban légi régészeti fotókat készítettek „Braunbergnél” és a Carnuntum közeli részekről, Alsó-Ausztriában. 1931-ben a Braumsbergről készült függőleges képsorozatot E. Nischer-Falkenhof analizálta ki, ami az ásatását alátámasztotta.

### A magyar régészet korszakai a 20. században

#### A századelő és a két világháború közötti korszak
A légirégészet terén Neogrády Sándornak (1894–1966) köszönhetően lépést tartottunk a nemzetközi kutatással. Radnóti Aladár (1913–1972) például katonai felvételek segítségével igazolta, hogy a római kori limes az erdélyi Meszes-hegységben teljes egészében ki volt építve.

#### A 20. század második fele
A korábban már jól bevált, régi módszereket, például a légifelvételezést az 1950-es években nem, csak az 1960-as évek konszolidációja után lehetett ismét alkalmazni. A római korban az Alföldön épített hosszanti földsáncok (Csörsz-árok, másként szarmata sánc) és a Tisza-II. vízlépcső kutatásánál Patay Pál (1914) és Soproni Sándor (1926–1995) régészek irányították a repüléseket (1968, 1971). A következő évtizedek legjelentősebb kezdeményezése Vas megyében Bándi Gábor (1939–1988) {V-356.}  nevéhez kapcsolható; nem régészeti célú felvételek segítségével először sikerült 130 km²-nyi területet feldolgozni. 1977-ben készült az első fekete-fehér, 1983-ban az első színes, régészeti célú infrafelvétel hazai lelőhelyről.
A rendszerváltás utáni évektől Visy Zsolt szervez légifotó alap- és továbbképzéseket külföldi repülős szakemberek részvételével.
A légifelvételek készítése az 1990-es évekig katonai hatáskörbe tartozott, azonban a katonaság számára készített titkos, ma már hozzáférhető anyagok nem régészeti szempontból készültek. Korábban Torma István, ma pedig Miklós Zsuzsa (MTA Régészeti Intézete) is foglalkozik Magyarországon régészeti topográfiával.

## Képgaléria

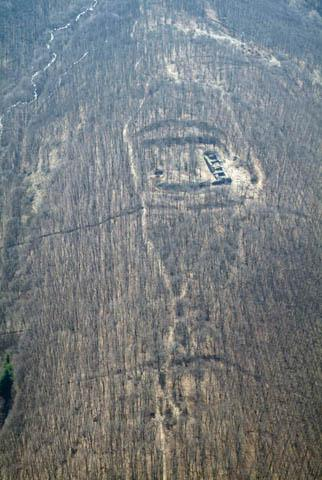
Benevár légirégészeti fényképe - Mátrafüred határában
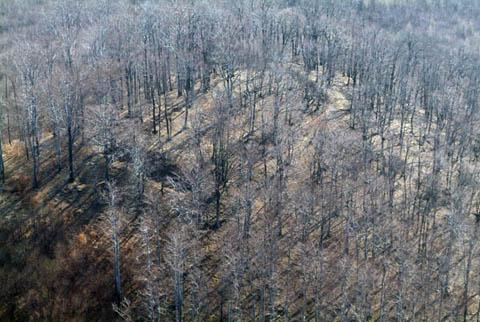
Az Óvár légirégészeti fényképe Gyöngyössolymosnál - valószínűleg a XIV századból
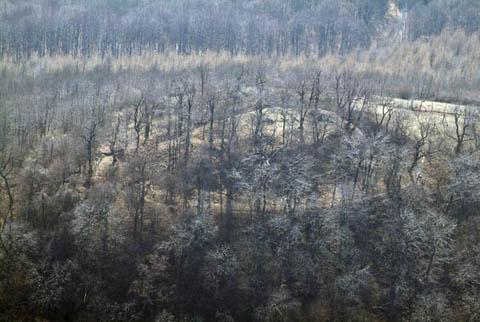
Oroszlánvár légirégészeti felvétele - Domoszló mellett található, a tatárjárás előtt épülhetett
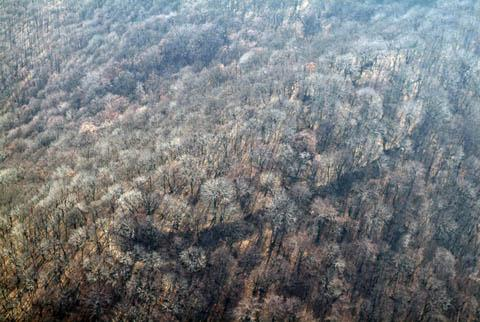
A Tárkányi vár légirégészeti fotója - Felsőtárkány
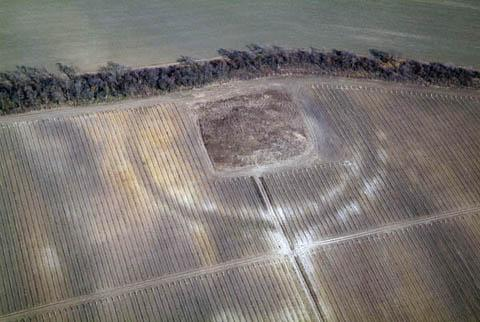
A Verpeléti földvár légirégészeti fotója
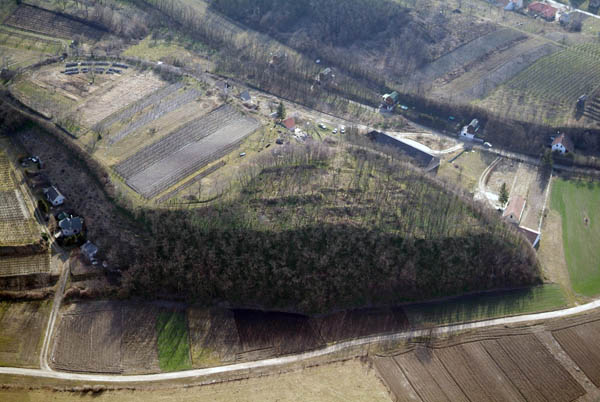
Lovasberény
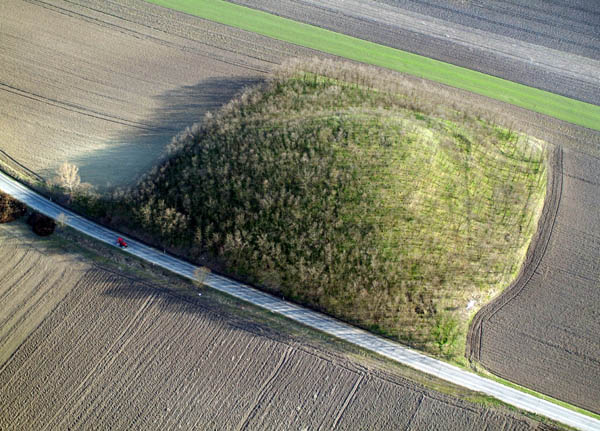
Szécsény, földvár
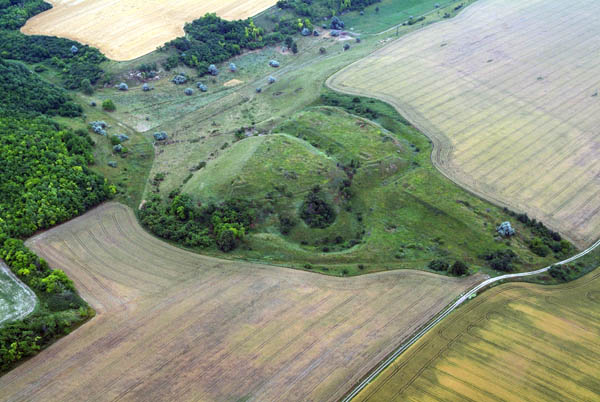
Sárbogárd, Bolondvár
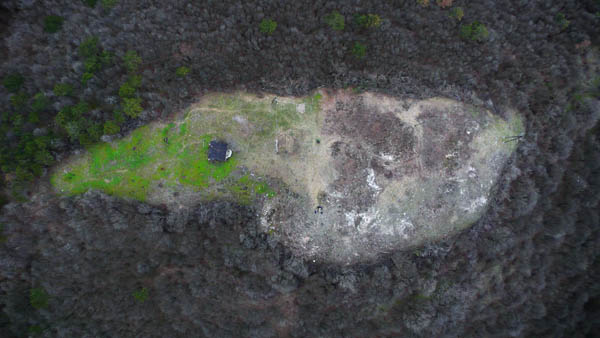
Sárosvára
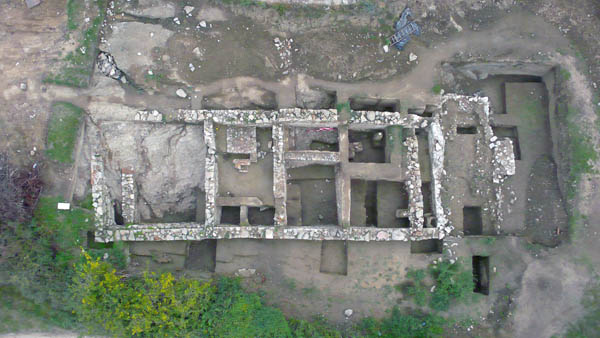
Visegrád, ásatás

## Külső hivatkozások
- Pécsi Légirégészeti Téka
- Légirégészet – Beszélgetés Czajlik Zoltánnal
- Légirégészet – mint fogalom – meghatározása / francia nyelvű
- Légirégészet / német nyelvű
- Ötmillió világháborús légifotó – angol nyelvű
- Kiadványok a légifotózásról
- Légirégészet – linkgyűjtemény
- Légirégészeti fotók Benevárról
- Légirégészet.com Archiválva 2016. március 4-i dátummal a Wayback Machine-ben
- Miskolci Régész Enciklopédia: Légirégészet vagy légifelvételezés
- Szabó Máté: Repülés a múltba. A légirégészet története. ZiMédia Kiadó, Pécs, 2018.